# 扶桑花女孩之舞
《扶桑花女孩之舞》是一部於2021年12月3日上映的日本動畫電影，由水島精二擔任總導演，並與綿田慎也共同執導，吉田玲子編劇。

## 概要
在東日本大地震發生的10年後，富士電視台將與Aniplex合作，製作以震災災區岩手縣、宮城縣和福島縣為故事背景的三部作品，該企劃定名為「永遠應援。Project 2011＋10…」（ずっとおうえん。プロジェクト 2011＋10…），作品包括《扶桑花女孩之舞》、《海岬的迷途之家》以及電視動畫《後空翻少年！！》。
《扶桑花女孩之舞》以福島縣磐城市為故事舞台，當地以大型娛樂設施夏威夷溫泉渡假村知名，其中草裙舞團「扶桑花女孩」最為著名。故事主角夏凪日羽與她的朋友們將以成為扶桑花女孩努力。

## 登場人物
夏凪日羽（Natsunagi Hiwa，聲：福原遙）
主角，19歲。雖然沒有草裙舞經驗，但為了跟隨姊姊而立志成為「扶桑花女孩」。
鎌倉環奈（Kamakura Kanna，聲：美山加戀）
曾在草裙舞全國大賽獲得優勝，職業意識很強。
瀧川蘭子（Takigawa Ranko，聲：富田望生）
以有力的舞步與溫和的氣場為舞團帶來活力的開心果。
奧哈娜·卡艾胡耶（Ohana Ka'aihue，聲：前田佳織里）
來自夏威夷，個性穩重，在觀看過扶桑花女孩的夏威夷公演後對此感到嚮往而來到日本。
白澤詩音（Shirosawa Shion，聲：陶山惠實里）
舞技優秀，卻不擅於展露笑容，為實現夢想而來到舞團就職。
平和人（Taira Kazuto，聲：山田裕貴）
雖然遲鈍卻很重感情，守護著新人扶桑花女孩的療癒系經紀人。
鈴懸涼太（Suzukake Ryōta，聲：藤岡靛）
日羽所憧憬的前輩社員。

## 製作人員
- 總導演：水島精二
- 導演：綿田慎也
- 劇本：吉田玲子
- 人物設計：
- 美術導演：日野香諸里
- 色彩設計：大塚真純
- 攝影導演：大神洋一
- 剪輯：坂本久美子
- 音響導演：木村繪理子
- 音樂：大島滿
- 製作：BN Pictures
- 發行商：Aniplex

## 外部連結
- 官方网站
- 扶桑花女孩之舞的X（前Twitter）
- 夏凪日羽（Natsunagi Hiwa）的X（前Twitter）